# Heinz Döpfl
Heinz Döpfl (* 30. Januar 1939 in Wien; † 11. August 1998) war ein österreichischer Eiskunstläufer, der im Paarlauf startete.

## Karriere
Heinz Döpfl startete zusammen mit Diana Hinko bei den Olympischen Winterspielen 1960 in Squaw Valley, wo sie den achten Platz erreichten.
Das Paar siegte davor drei Mal bei den Österreichischen Meisterschaften (1959–1961) und erreichte den fünften Platz bei den Eiskunstlauf-Europameisterschaften 1961.
Döpfl trat ebenfalls im Einzellauf an, wo er zweimal eine Bronzemedaille bei den Österreichischen Meisterschaften errang.